# Красимир Минев
Красимир Минев е български спортен журналист. Водещ е на предаването Код спорт. Дългогодишен водещ на студиата преди двубоите от футболната Шампионска лига и бивш директор на спортния отдел на БТВ.

## Биография
Роден е на 5 декември 1961 г. Завършил е журналистика в Софийския университет. През 1988 г. започва да работи във вестник „Футбол“, а след това пише статии и във вестник „Подкрепа“. Също така работи и в БНТ. Между 1995 и 2000 г. заедно с Владимир Памуков са водещи на предаването „Планета футбол“, излъчвано първоначално по Канал 1, а по-късно и по MSAT. 
На 9 септември 2000 г. е ранен в катастрофа на магистрала „Тракия“ Няколко дни по-късно стартира предаването студио Шампионска лига, излъчвано преди и след мачовете от най-авторитетния футболен турнир, на което Минев е водещ. Първоначално е излъчвано по БТВ, а после по БТВ Екшън и Ринг БГ. През 2006 г. е награден от КНСБ за творчески принос за възраждането и развитието на работническото спортно движение. През февруари 2014 г. е уволнен от БТВ. На негово място водещ на студио Шампионска лига става Алекси Сокачев.
От 1 ноември 2015 г. води собствено предаване по русенската телевизия ТВН. След това заедно с Владимир Памуков са водещи на „Код спорт“. До 2022 г. предаването се излъчва по TV+, а след това в ефира на Ринг ТВ.
В свободното си време спортува футбол, тенис и баскетбол.